# Saint-Nazaire-d'Aude

Saint-Nazaire-d'Aude este o comună în departamentul Aude din sudul Franței. În 1 ianuarie 2022 avea o populație de 2.104 de locuitori.